# 富邦銀行（香港）

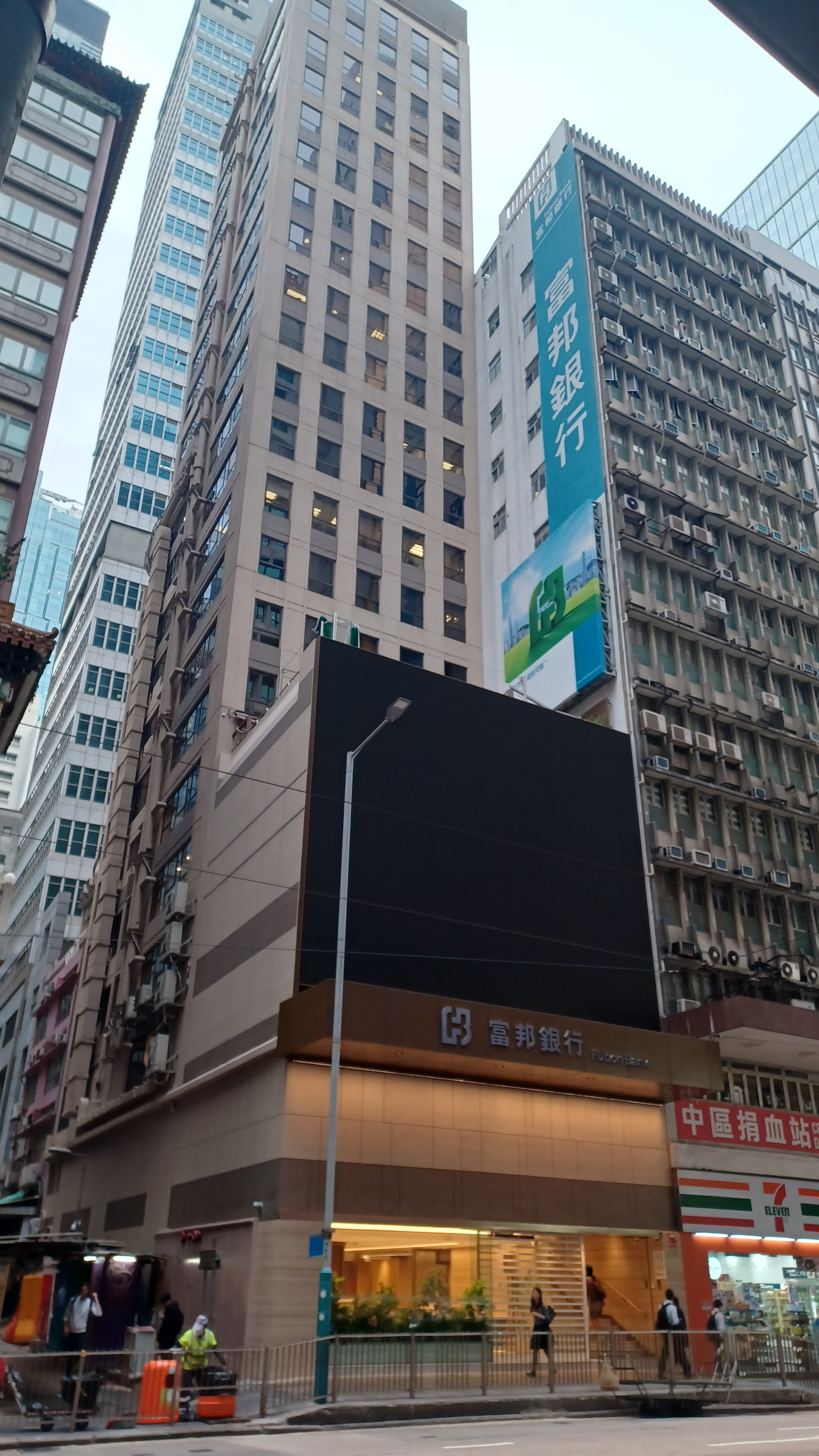
富邦银行（香港）总行——富邦银行大厦（2023年12月，翻新後）

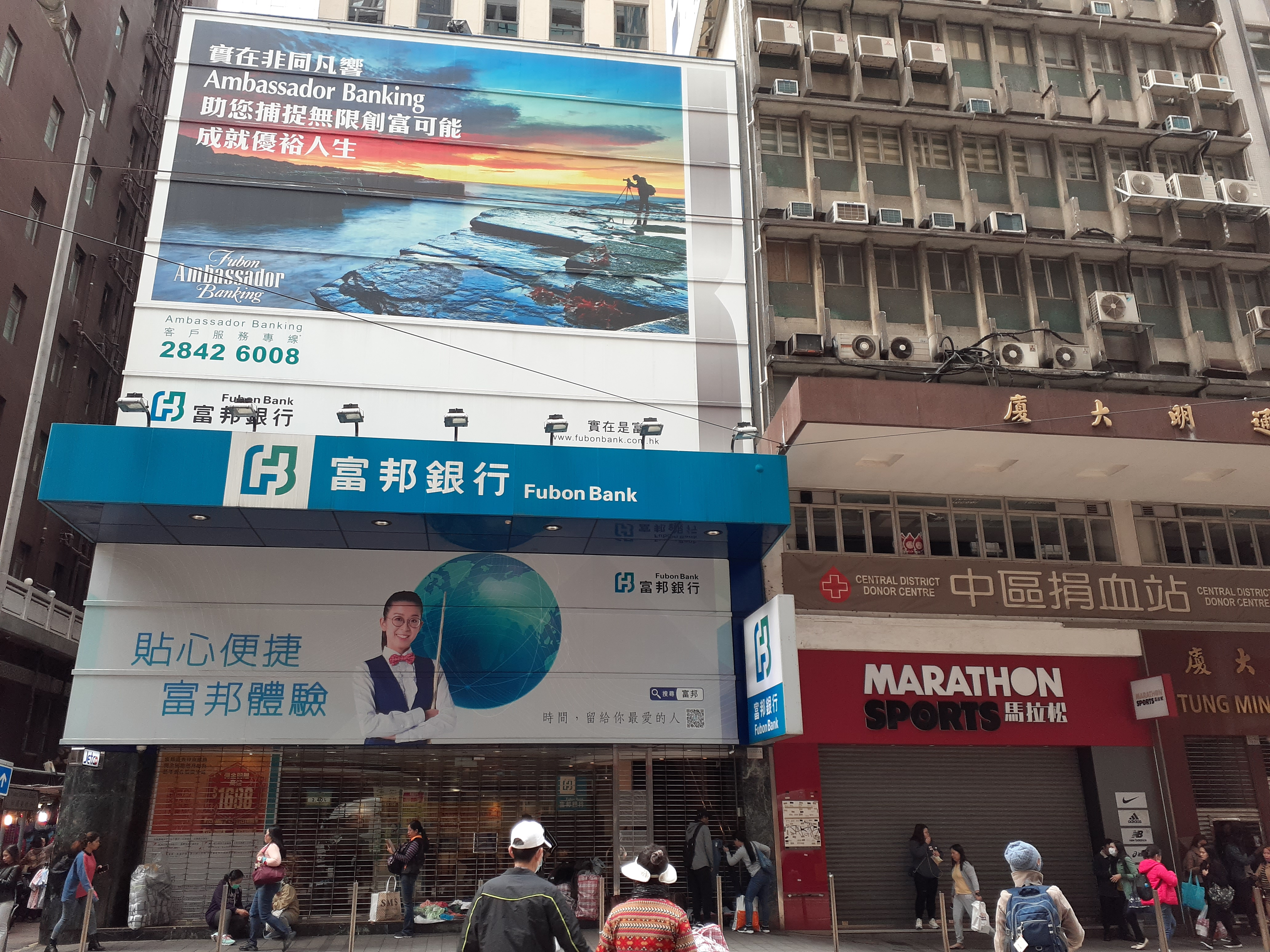
富邦银行（香港）总行——富邦银行大厦（2020年1月，翻新前）

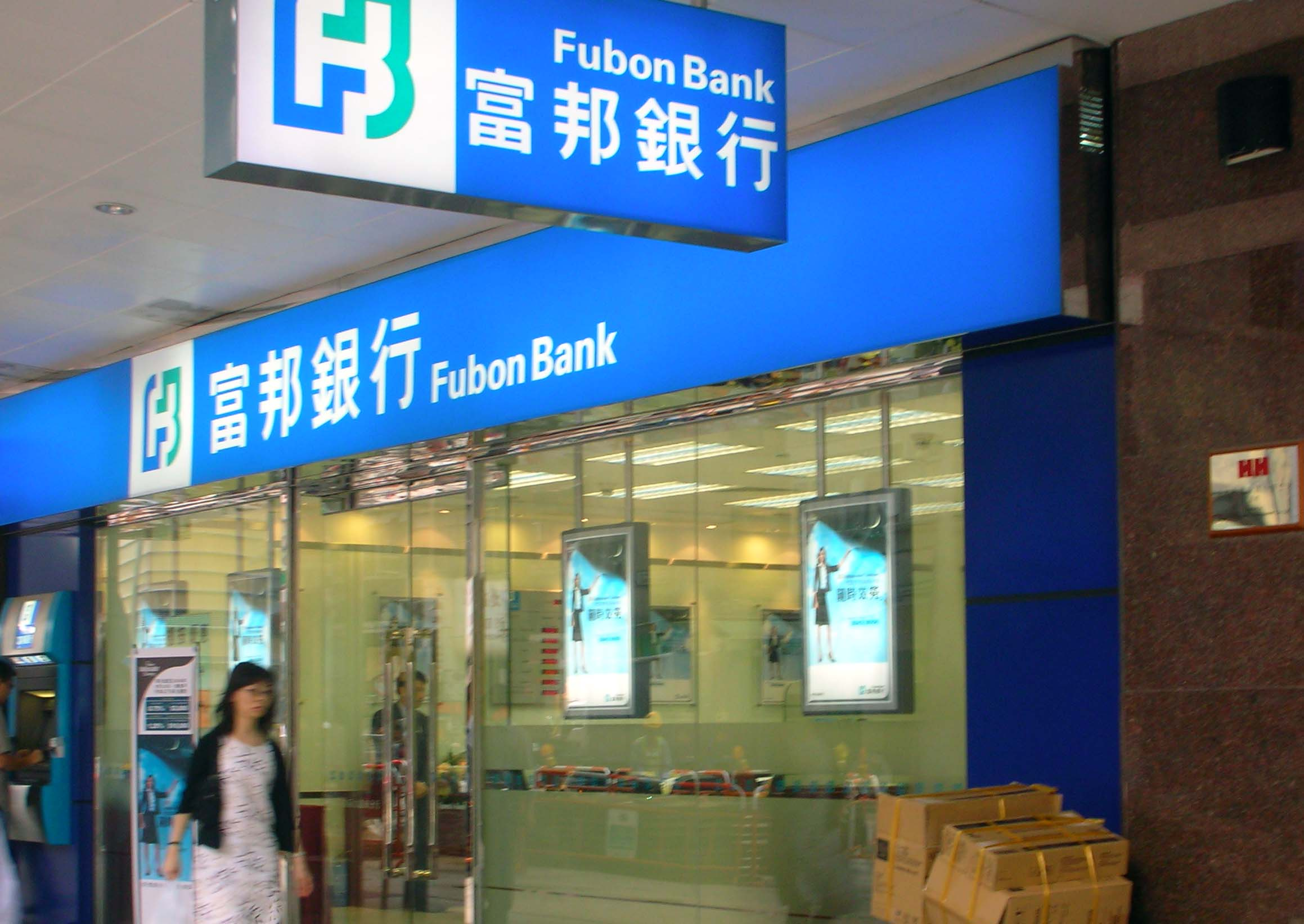
富邦銀行位於香港灣仔胡忠大廈的分行

富邦銀行（香港）有限公司（英語：Fubon Bank (Hong Kong) Limited），簡稱富邦銀行，是富邦金融控股股份有限公司（簡稱「富邦金控」）的全資子公司。富邦銀行於香港透過15間分行、3間中小企銀行服務中心、1間境外理財中心及1間證券投資服務服務中心為客戶提供全面的優質銀行服務，包括零售及商業銀行、財富管理、金融市場、證券及投資服務。
富邦銀行（香港）的前身為由新鴻基銀行易名的港基國際銀行，曾經於香港交易所上市（股份代號：636）。2005年4月6日，富邦金控收購港基銀行，並正式易名為富邦銀行。

## 歷史

### 新鴻基銀行及港基國際銀行時期
- 1970年：馮景禧成立新鴻基財務；
- 1982年：新鴻基財務取得銀行牌照後易名為新鴻基銀行；
- 1985年：阿拉伯銀行集團收購銀行的75%股權，而馮氏家族保持擁有銀行的25%股權；
- 1986年：新鴻基銀行重新命名為港基國際銀行；
- 1990年：阿拉伯銀行集團再收購其餘的25%股權，港基成為阿拉伯銀行的全資附屬機構；
- 1993年10月：中國光大集團收購港基20%股權；同年11月，港基在香港聯合交易所上市。
- 2004年2月：富邦金融控股股份有限公司自港基兩大股東－阿拉伯銀行集團及中國光大集團收購港基75%股權及公眾持有的25%股權。

### 富邦銀行（香港）時期
- 2005年4月6日：港基銀行正式易名為富邦銀行。
- 2011年：增資至60億美金，以符合大陸和香港簽訂的CEPA（更緊密經貿關係安排）的門檻[2]。

## 外部連結
- 富邦銀行（香港）有限公司 （页面存档备份，存于）
- 富邦金融控股股份有限公司 （页面存档备份，存于）